# Górne Maliki
Górne Maliki – wieś w Polsce, położona w województwie pomorskim, w powiecie kościerskim, w gminie Stara Kiszewa. Jest siedzibą sołectwa Górne Maliki, w którego skład wchodzą również Dolne Maliki i Dubryk.
W latach 1954–1961 wieś należała i była siedzibą władz gromady Górne Maliki, po jej zniesieniu w gromadzie Stara Kiszewa. W latach 1975–1998 wieś administracyjnie należała do województwa gdańskiego.

## Nazwa
Nazwa osobowa, która wywodzi się od wyrazu Malik, Małek.
1319 - Mahlkau;
1415 - Malkaw;
1534 - Malikowo;
1570 - Illekowitz;
Obecnie Dolne i Górne Maliki

## Integralne części wsi
| SIMC    | Nazwa  | Rodzaj    |
| ------- | ------ | --------- |
| 0172876 | Dubryk | część wsi |

## Historia
- 1319 – Pierwsza wzmianka w której wymieniono nazwę wsi występuje w dokumencie potwierdzającym granice posiadłości cystersów pelplińskich.
- 1402 - 1409 – W księdze czynszowej biskupa Jana Kropidły odnotowano, iż wieś obciążona była dziesięciną z 36 łanów.
- 1415 – Maliki płaciły dziesięcinę w wysokości 4,5 grzywny, co pozwala ustalić obszar objęty opłatą na 36 łanów.
- 1437 – W rejestrze czynszów Wójtostwa Tczewskiego Okręgu Kiszewskiego Maliki występowały jako wieś chłopska Zakonu, która liczyła 24 zasiedlone łany i karczmę, chłopi byli zobowiązani do opłaty w wysokości 1/2 grzywny czynszu.
- 1452 – W wykazie rycerzy, którzy dochowali wierności Zakonowi odnotowano Jhenigena von Malkow.
- 1534 – W rejestrze dziesięcin biskupich Maliki odnotowane były obok Garczyna, nie były obciążone dziesięciną.
- 1570 – Pobór zapłacono z 2 łanów. We wsi znajdował się niezasiedlony folwark, dwóch rybaków. Chłopi zobowiązani byli do opłaty 20 gr. podatku od łanu. Maliki wchodziły w skład parafii pogódzkiej.
- 1648 – Maliki odnotowano jako dobra szlacheckie podzielone na dwie części. Właścicielem pierwszej był pan Pałubicki (właściciel Pałubina), drugiej Czapiewscy i inni.